# Verneugheol
Verneugheol ist eine französische Gemeinde mit 227 Einwohnern (Stand 1. Januar 2022) im Département Puy-de-Dôme in der Region Auvergne-Rhône-Alpes (vor 2016 Auvergne). Die Gemeinde gehört zum Arrondissement Riom (bis 2017 Clermont-Ferrand) und zum Kanton Saint-Ours (bis 2015 Herment). 

## Lage
Verneugheol liegt etwa 39 Kilometer westlich von Clermont-Ferrand in der alten Kulturlandschaft der Combrailles. Umgeben wird Verneugheol von den Nachbargemeinden Giat im Norden und Nordwesten, Voingt im Norden und Nordosten, Saint-Étienne-des-Champs im Nordosten, Herment im Osten, Saint-Germain-près-Herment im Osten und Südosten, Laroche-près-Feyt im Süden und Südwesten sowie Saint-Merd-la-Breuille im Westen.

## Bevölkerungsentwicklung
| Jahr                       | 1962 | 1968 | 1975 | 1982 | 1990 | 1999 | 2006 | 2013 |
| Einwohner                  | 522  | 505  | 460  | 344  | 304  | 280  | 265  | 251  |
| Quellen: Cassini und INSEE |      |      |      |      |      |      |      |      |

## Sehenswürdigkeiten
- Kirche Saint-Martial aus dem 12. Jahrhundert

## Weblinks

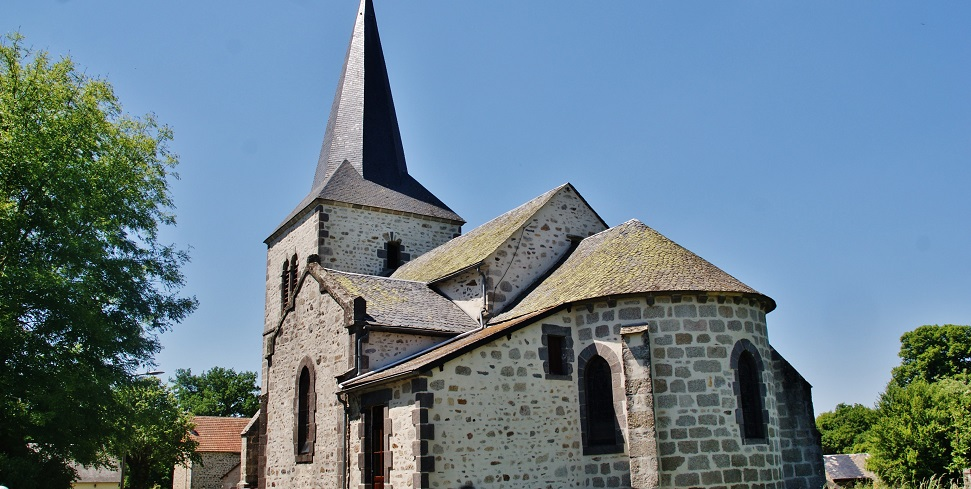
Kirche Saint-Martial